# Kebab
A kebab vagy kebap (perzsa: کباب) perzsa eredetű, jellegzetes török húsétel. Általában erősen fűszerezett darált birka vagy bárányhúsból készül. Jellemzően a török adana kebab nevű étel az, amit a világon „kebab” alatt értenek. A fűszerekkel összegyúrt darált húst kolbászkákká formázzák és tenyérrel a hosszú lapos nyársra nyomkodják. Nyílt tűzön, a parázs fölött gyakran forgatva, egyenletesen sütik meg. Az adana kebabhoz hasonló a szintén faszénparázson sült, a jugoszláv utódállamokban ćevapinak nevezett nyársonsült, illetve a bolgár kabapcse vagy a román mititei.

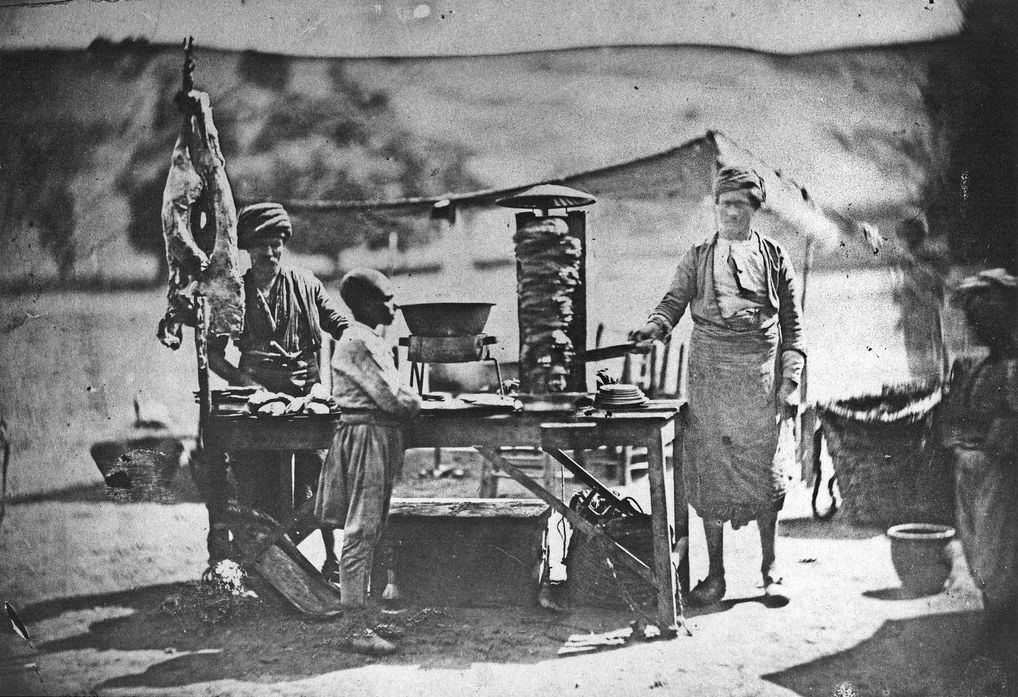
Kebabárus (1855)

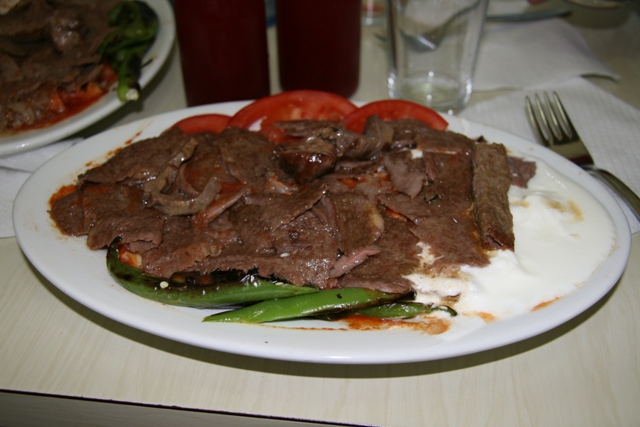
A döner kebab elődje az Iszkender-kebab, amelyet İskender Efendi készített el 1867-ben a jelenlegi Kayhan Bazár területén, a törökországi Bursa városában

## Şiş kebab
Törökországban, Azerbajdzsánban és az egész Közel-Keleten elterjedt a Şiş kebab kifejezés (a şiş a kis nyársakat, a kebab pedig a sült húst jelenti), mely kis pálcikákra felhúzott hosszúkás hasáb alakú, parázson sütött húskeverék elnevezése. Hasonlóan sütik, mint a saslikot vagy a rablóhúst.

## Döner kebab
Az Oszmán Birodalom első fővárosához kötődő „Bursa kebabı” vagy Iskender-kebab utcai változata, a döner kebab a függőlegesen forgó nyársról levágott grillezett húsra utal, a görög gíroszhoz vagy az arab suvarmához hasonlatosan. Sütés közben folyamatosan szeletelik a húst a hatalmas nyársról, ennek köszönhetően, mire eljutnak a közepéig, addigra az is átsül, és a nyársra feltűzött hús minden része fogyaszthatóvá válik. Eredetileg tányéron szolgálták fel az ilyen módon készített kebabot, az utcai változatát tésztából készült pitába teszik a hozzávaló öntettel és salátával együtt. Európában és világszerte a török gasztronómiát jellemző kebabot, ma már inkább így ismerik. A döner kebabot egy németországi török bevándorlótól, Mahmut Aygündönertől származtatják, aki a „City Imbiss” nevű berlini éttermében először kínálta pitában a különféle joghurtos öntettel, salátával készült kebabját. Más forrás szerint egy anatóliai bevándorló, Kadir Nurman tűzte először üzlete étlapjára 1972-ben a Nyugat-berlinben a Bahnhof Zoo vasútállomás közelében. Felfedezte, hogy hiába a kitűnő étterme, az embereknek nincs idejük bemenni, és megvárni, míg elkészül a hagyományos kebab. Ekkor újította meg a  a kebabot, hogy modernizált formában jobban eladható gyorsétellé váljon.